# Sporus van Nicaea
Sporus van Nicaea (ca. 240 - ca. 300) was een Grieks wiskundige en astronoom. Hij is waarschijnlijk geboren in Nicea, in het district Bithynia, dat in het moderne Turkije ligt. 
Veel van zijn werk concentreerde zich op de kwadratuur van de cirkel. Sporus was de leraar van Pappos van Alexandrië en alles wat over hem bekend is, is afkomstig uit het werk van laatstgenoemde.